# Маковей, Георгий
Георгий Маковей (рум. Gheorghe Macovei, 25 сентября 1880, Танса, Яссы — 31 мая 1969, Бухарест) — румынский геолог, специалист по месторождениям нефти.

## Биография
Родился в селе Тансе (уезд Яссы, Румыния), в семье учителя.
Окончил Национальный колледж в 1899 году и научный факультет Ясского университета в 1905 году. Работал ассистентом в лаборатории геологии и палеонтологии.
В 1908 году был стажером Венского музея естественной истории . В 1909 году защитил докторскую диссертацию по геологии третичного бассейна Баны.
Был помощником геолога в Румынском геологическом институте в Бухаресте под руководством Людовика Мразека, с которым он познакомился во время работы в Броштень.
С 1909 по 1911 год он продолжал специализироваться в области биостратиграфии в лабораториях Парижа, Гренобля и Лозанны, а в 1913 году — в степях между Уральскими горами и Каспийским морем
Во время Первой мировой войны он проводил геологические исследования в районе Западной Молдавии.
В 1919 году он был назначен профессором геологии и палеонтологии горно-металлургического факультета Политехнической школы Бухареста, где читал курсы общей геологии, стратиграфии, палеонтологии и нефтяной геологии.
Изучал геологию нефти, угля и тектонику. Изучал миоценовые слои, он перешел к меловому периоду сначала в Добрудже, а затем в восточных Карпатах.
В 1938 году он опубликовал исследование о формировании запасов нефти в Румынии. Был сторонником органического происхождения нефти.
Работал директором геологического института (1931—1960)

## Членство в организациях
- 1922 — Карпато-Балканская геологическая ассоциация
- 1931 — Член-корреспондент Румынской академии. Академик — 1939[4]

## Награды
- 1961 — Орден Звезды Румынской Социалистической Республики первой степени.